# Kanton Château-Landon
Kanton Château-Landon is een voormalig kanton van het Franse departement Seine-et-Marne. Het kanton maakte deel uit van het arrondissement Fontainebleau. Op 22 maart 2015 werd het kanton opgeheven en werden de gemeenten opgenomen in het aangrenzende kanton Nemours.

## Gemeenten
Het kanton Château-Landon omvatte de volgende gemeenten:
- Arville
- Aufferville
- Beaumont-du-Gâtinais
- Bougligny
- Bransles
- Chaintreaux
- Château-Landon (hoofdplaats)
- Chenou
- Gironville
- Ichy
- La Madeleine-sur-Loing
- Maisoncelles-en-Gâtinais
- Mondreville
- Obsonville
- Souppes-sur-Loing